# Budo-Worobjiwśka
Budo-Worobjiwśka (ukr. Будо-Вороб'ївська) – wieś na Ukrainie, w obwodzie czernihowskim, w rejonie nowogrodzkim, w hromadzie Nowogród Siewierski. W 2001 liczyła 468 mieszkańców, spośród których 305 wskazało jako ojczysty język ukraiński, a 163 rosyjski.